# Du danger de se livrer à des rêves ambitieux
Du danger de se livrer à des rêves ambitieux (en russe : Как опасно предаваться честолюбивым снам) est une nouvelle russe écrite en collaboration par Nikolaï Nekrassov, Dimitri Grigorovitch et Fiodor Dostoïevski, parue en 1846 dans l’almanach russe Premier Avril. Dostoïevski en a écrit le chapitre six.

## Résumé
Pierre Ivanytch, fonctionnaire de rang moyen, fait de beaux rêves dans le lit conjugal : il devient propriétaire et séducteur. Comme un cambrioleur s’est introduit chez lui, il le poursuit en chemise de nuit dans les rues de la ville et croise son chef de service qui rentre de soirée. De retour chez lui, sa femme lui fait une scène en le voyant revenir en petite tenue.

### Résumé du chapitre six
Pierre Ivanytch ne sait pas quoi faire ; il est terrifié à l’idée d’aller travailler et des réactions que sa nuit dans les rues de la ville ne manqueront pas de susciter. Pendant trois jours, il s’invente des raisons pour ne pas aller travailler, puis des raisons pour y aller, et s’imagine devenir régisseur de domaine dans une lointaine province. Sur un coup de tête, il décide finalement de retourner au travail.

### Épilogue
Moqué par ses collègues de bureau, sermonné par son chef, Pierre Ivanytch se fait licencier et doit chercher un nouveau travail.